# Ana Maria Gosling
Pour les articles homonymes, voir Gosling.
Ana Maria Padão Gosling est une joueuse brésilienne de volley-ball née le 24 janvier 1985 à Rio de Janeiro. Elle mesure 1,79 m et joue au poste de passeuse. 

## Clubs
| Club                    | De        | À         |
| ----------------------- | --------- | --------- |
| São Caetano             | 2004-2005 | 2006-2007 |
| Vôlei Futuro            | 2007-2008 | 2007-2008 |
| Mackenzie EC            | 2008-2009 | 2008-2009 |
| São Caetano             | 2009-2010 | 2009-2010 |
| Praia Clube             | 2010-2011 | 2010-2011 |
| São Bernardo            | 2011-2012 | 2011-2012 |
| PA Venelles             | 2012-2013 | 2012-2013 |
| Osasco Voleibol Clube   | 2013-2014 | 2013-2014 |
| Maranhão Vôlei          | 2014-2015 | 2014-2015 |
| São Caetano             | 2015-2016 | 2015-2016 |
| PA Venelles             | 2016-2017 | 2016-2017 |
| Vôlei Positivo Londrina | jan 2018  | …         |

## Palmarès
- Coupe du Brésil
  - Vainqueur : 2014.
- Championnat sud-américain des clubs
  - Finaliste : 2014.
- Championnat du monde des clubs
  - Finaliste : 2014.